# Zdravko Zovko
Ne doit pas être confondu avec Zdenko Zorko (en), champion olympique yougoslave de handball, ou avec Dragan Zovko, entraîneur franco-bosnien de handball.
Zdravko Zovko, né le 25 mai 1955, est un ancien joueur de handball yougoslave puis croate.
Sélectionné à 119 reprises en équipe nationale de Yougoslavie, il est notamment Champion olympique en 1984 et vice-champion du monde en 1982.
Reconverti entraîneur, il a été responsable de nombreux clubs et sélections, principalement masculins mais également féminins.

## Parcours de joueur

### Palmarès en club
- Vainqueur de la Coupe de Yougoslavie (4) : 1978, 1983, 1986, 1987

### Palmarès en équipe nationale
Jeux olympiques
- Médaillé d'or aux Jeux olympiques 1984 de Los Angeles,  États-Unis

Championnats du monde
- Médaillé d'argent au Championnat du monde 1982,  Allemagne de l'Ouest
- Médaillé de bronze au Championnat du monde 1974,  Allemagne de l'Est
- 5e place au Championnat du monde 1978,  Danemark

Jeux méditerranéens
- Médaillé d'or aux Jeux méditerranéens 1975 d'Alger,  Algérie
- Médaillé d'or aux Jeux méditerranéens 1979 de Split,  Yougoslavie
- Médaillé d'or aux Jeux méditerranéens 1983 de Casablanca,  Maroc

## Parcours d'entraîneur
Sauf précision, il s'agit des compétitions masculines

### Palmarès enéquipe nationale de Croatie
- Médaillé d'or aux Jeux méditerranéens 1993 du Languedoc-Roussillon,  France
- Médaillé de bronze au Championnat d'Europe 1994,  Portugal
- Médaillé d'argent au Championnat du monde 1995,  Islande
- 6e place au Championnat d'Europe 2000,  Croatie
- 6e place au Championnat d'Europe féminin 2008,  Macédoine

### Palmarès en club
Compétitions internationales
- Vainqueur de la Coupe des clubs champions (C1) (1) : 1992, 1993 (avec Rukometni klub Zagreb)
- Finaliste de la Ligue des champions (C1) : 2002 (avec Veszprém KSE)
- Finaliste de la Supercoupe d'Europe (C1) : 2002 (avec Veszprém KSE)
- Vainqueur de la Coupe de l'EHF féminine (C3) (2) : 1998 et 2016

Compétitions nationales
- Vainqueur du Championnat de Yougoslavie (1) : 1991
- Vainqueur du Championnat de Croatie (3) : 1992, 1993, 2000
- Vainqueur de la Coupe de Croatie (3) : 1992, 1993, 2000
- Vainqueur du Championnat de Slovénie (3) : 1996, 1997, 1998
- Vainqueur de la Coupe de Slovénie (3) : 1996, 1997, 1998
- Vainqueur du Championnat de Hongrie (5) : 2002, 2003, 2004, 2005, 2006
- Vainqueur de la Coupe de Hongrie (5) : 2002, 2003, 2004, 2005, 2007
- Vainqueur du Championnat de Croatie féminin (3) : 2008, 2009, 2010
- Vainqueur de la Coupe de Croatie féminine (3) : 2008, 2009, 2010
- Vainqueur du Championnat d'Italie (1) : 2015

### Récompenses individuelles
- Élu entraîneur de handball croate de l'année en 1994, 1995, 2002